# Draft d'expansion NBA 1968
La draft d'expansion NBA de 1968 est le quatrième projet d'expansion de la National Basketball Association (NBA), avant le début de la saison 1968-1969. Elle s'est tenue le 6 mai 1968 pour permettre aux deux nouvelles franchises des Bucks de Milwaukee et des Suns de Phoenix, de sélectionner chacun 18 joueurs non protégés par les autres franchises, afin de débuter la saison.
Dans cette draft d’expansion, les nouvelles équipes de la NBA sont autorisées à acquérir des joueurs des équipes déjà établies dans la ligue. Tous les joueurs d’une équipe existante ne sont pas disponibles lors d’une draft d’expansion, puisque chaque équipe peut protéger un certain nombre de joueurs pour la sélection. Pour cette occasion, chacune des douze autres équipes de la NBA avait protégé sept joueurs de leur effectif. Après chaque tour, où les Suns et les Bucks ont choisi un joueur, les équipes existantes ont ajouté un autre joueur à leur liste protégée. La sélection s’est poursuivi jusqu’à ce que les deux équipes aient sélectionnées dix-huit joueurs chacune, tandis que les franchises existantes avaient perdues trois joueurs chacune.
Les Bucks de Milwaukee ont été formés et possédés par un groupe d’investisseurs dirigé par Wesley Pavalon et Marvin Fishman, appelé le Milwaukee Professional Sports and Services, Inc. (Milwaukee Pro). Les Bucks sont la deuxième équipe de la NBA de Milwaukee, après les Hawks de Milwaukee, qui ont déménagé à Saint-Louis en 1955, puis à Atlanta en 1968, pour devenir les Hawks d'Atlanta. Les sélections des Bucks comprennent l’ancien premier choix de draft Fred Hetzel, les multiples All-Star Larry Costello, Wayne Embry, Guy Rodgers et Len Chappell. Avant la draft d’expansion, Costello prend sa retraite en raison d’une blessure et est nommé en tant que premier entraîneur de la franchise,. Dix joueurs de la draft d’expansion se sont joints aux Bucks pour leur saison inaugurale, mais seulement trois ont joué plus d’une saison pour l’équipe. Jon McGlocklin, qui a joué huit saisons avec les Bucks, a été nommé au NBA All-Star Game 1969, devenant le premier joueur All-Star de la franchise. Il est le seul joueur de cette draft faisant partie de l’équipe des Bucks qui remporte le titre NBA en 1971. Embry a par la suite été intronisé au Basketball Hall of Fame à titre de contributeur.
Les Suns de Phoenix ont été formés et possédés par un groupe d’investisseurs dirigé par Richard Bloch. L'ancien entraîneur des Bulls de Chicago et NBA Coach of the Year en 1967, Johnny Kerr, devient le premier entraîneur de la franchise. Les sélections des Suns comprennent d’anciens territorial picks, Gail Goodrich et George Wilson. Huit joueurs de la draft d’expansion ont rejoint les Suns pour leur saison inaugurale, mais seulement cinq ont joué plus d’une saison pour l’équipe. John Wetzel fait sa première apparition pour la franchise en 1970 après avoir servi dans l’armée pendant deux ans. Goodrich et Dick Van Arsdale sont nommés au NBA All-Star Game 1969, devenant les premiers All-Stars de la franchise. Van Arsdale a joué neuf saisons avec les Suns et est devenu le leader de matchs joués avec la franchise des Suns lorsqu’il prend sa retraite en 1977, un record qui a depuis été battu par Alvan Adams et Walter Davis. Goodrich a joué deux saisons avec les Suns et a par la suite été intronisé au Basketball Hall of Fame en tant que joueur.

## Sélections
| ^ | Signale un joueur qui a été intronisé au Basketball Hall of Fame                                                                |
| * | Signale un joueur qui a été sélectionné pour au moins un match annuel NBA All-Star Game et une récompense annuelle All-NBA Team |
| + | Signale un joueur qui a été sélectionné pour au moins un match annuel NBA All-Star Game                                         |

### Bucks de Milwaukee
| Joueur           | Poste             | Nationalité | Équipe précédente         | Années d'expérience en NBA | Saisons avec la franchise | Réf.   |
| ---------------- | ----------------- | ----------- | ------------------------- | -------------------------- | ------------------------- | ------ |
| Len Chappell+    | Ailier fort Pivot | États-Unis  | Pistons de Détroit        | 6                          | 1968-1970                 | [ 13 ] |
| Larry Costello*  | Meneur            | États-Unis  | 76ers de Philadelphie     | 12                         | —                         | [ 14 ] |
| Johnny Egan      | Meneur            | États-Unis  | Bullets de Baltimore      | 7                          | —                         | [ 15 ] |
| Wayne Embry+     | Ailier fort Pivot | États-Unis  | Celtics de Boston         | 10                         | 1968-1969                 | [ 16 ] |
| Dave Gambee      | Ailier            | États-Unis  | Rockets de San Diego      | 10                         | 1968                      | [ 17 ] |
| Gary Gray        | Arrière           | États-Unis  | Royals de Cincinnati      | 1                          | —                         | [ 18 ] |
| Fred Hetzel      | Ailier fort Pivot | États-Unis  | Warriors de San Francisco | 3                          | 1968-1969                 | [ 19 ] |
| Johnny Jones     | Ailier            | États-Unis  | Celtics de Boston         | 1                          | —                         | [ 20 ] |
| Bob Love*        | Ailier            | États-Unis  | Royals de Cincinnati      | 2                          | 1968                      | [ 21 ] |
| Jon McGlocklin+  | Arrière Ailier    | États-Unis  | Rockets de San Diego      | 3                          | 1968-1976                 | [ 22 ] |
| Jay Miller       | Ailier            | États-Unis  | Hawks de Saint-Louis      | 1                          | 1968                      | [ 23 ] |
| Bud Olsen        | Ailier fort Pivot | États-Unis  | SuperSonics de Seattle    | 6                          | —                         | [ 24 ] |
| George Patterson | Ailier fort Pivot | États-Unis  | Pistons de Détroit        | 1                          | —                         | [ 25 ] |
| Jim Reid         | Ailier            | États-Unis  | 76ers de Philadelphie     | 1                          | —                         | [ 26 ] |
| Guy Rodgers^     | Meneur            | États-Unis  | Royals de Cincinnati      | 10                         | 1968-1970                 | [ 27 ] |
| Tom Thacker      | Arrière Ailier    | États-Unis  | Celtics de Boston         | 4                          | —                         | [ 28 ] |
| Bob Warlick      | Arrière Ailier    | États-Unis  | Warriors de San Francisco | 3                          | 1968                      | [ 29 ] |
| Bob Weiss        | Meneur            | États-Unis  | SuperSonics de Seattle    | 3                          | 1968                      | [ 30 ] |

### Suns de Phoenix
| Joueur            | Poste             | Nationalité | Équipe précédente         | Années d'expérience en NBA | Saisons avec la franchise | Réf.   |
| ----------------- | ----------------- | ----------- | ------------------------- | -------------------------- | ------------------------- | ------ |
| John Barnhill     | Meneur Arrière    | États-Unis  | Rockets de San Diego      | 6                          | —                         | [ 31 ] |
| Emmette Bryant    | Meneur            | États-Unis  | Knicks de New York        | 4                          | —                         | [ 32 ] |
| Gail Goodrich^    | Arrière           | États-Unis  | Lakers de Los Angeles     | 3                          | 1968-1970                 | [ 33 ] |
| Dennis Hamilton   | Ailier fort       | États-Unis  | Lakers de Los Angeles     | 1                          | —                         | [ 34 ] |
| Neil Johnson      | Ailier fort Pivot | États-Unis  | Knicks de New York        | 2                          | 1968                      | [ 35 ] |
| David Lattin      | Ailier fort Pivot | États-Unis  | Warriors de San Francisco | 1                          | 1968                      | [ 36 ] |
| Paul Long         | Arrière           | États-Unis  | Pistons de Détroit        | 1                          | —                         | [ 37 ] |
| Stan McKenzie     | Arrière Ailier    | États-Unis  | Bullets de Baltimore      | 1                          |                           | [ 38 ] |
| McCoy McLemore    | Ailier fort Pivot | États-Unis  | Bulls de Chicago          | 4                          |                           | [ 39 ] |
| Bill Melchionni   | Meneur            | États-Unis  | 76ers de Philadelphie     | 1                          | —                         | [ 40 ] |
| David Schellhase  | Meneur            | États-Unis  | Bulls de Chicago          | 2                          | —                         | [ 41 ] |
| Dick Snyder       | Arrière Ailier    | États-Unis  | Hawks de Saint-Louis      | 2                          |                           | [ 42 ] |
| Craig Spitzer     | Pivot             | États-Unis  | Bulls de Chicago          | 1                          | —                         | [ 43 ] |
| Bumper Tormohlen  | Ailier fort Pivot | États-Unis  | Hawks de Saint-Louis      | 5                          | —                         | [ 44 ] |
| Dick Van Arsdale+ | Arrière           | États-Unis  | Knicks de New York        | 3                          |                           | [ 45 ] |
| Roland West       | Meneur Arrière    | États-Unis  | Bullets de Baltimore      | 1                          | —                         | [ 46 ] |
| John Wetzel       | Arrière Ailier    | États-Unis  | Lakers de Los Angeles     | 1                          |                           | [ 47 ] |
| George Wilson     | Pivot             | États-Unis  | SuperSonics de Seattle    | 4                          |                           | [ 48 ] |